# Ministère du Plan et du Développement économique
Le ministère du Plan et du Développement économique est un ministère guinéen.
Le ministre du Plan et du Développement économique était Mama Kanny Diallo du 26 décembre 2015 au 5 septembre 2021.

## Liste des ministres
| Nom | Nom                    | Gouvernement           | Début du mandat  | Fin du mandat    |
| --- | ---------------------- | ---------------------- | ---------------- | ---------------- |
| | Ousmane Doré           | Kouyaté                | 28 mars 2007     | 20 mai 2008      |
| | Djigui Camara          | Souaré                 | 20 mai 2008      | 24 décembre 2008 |
| | Mamadouba Max Bangoura | Komara                 | 14 janvier 2009  | 26 janvier 2010  |
| | Zénab Saïfon Diallo    | Doré                   | 15 février 2010  | 24 décembre 2010 |
| | Souleymane Cissé       | Saïd Fofana I          | 24 décembre 2010 | 6 octobre 2012   |
| | Sékou Traoré           | Saïd Fofana I et II    | 6 octobre 2012   | 26 décembre 2015 |
| | Mama Kanny Diallo      | Youla, Kassory I et II | 26 décembre 2015 | 5 septembre 2021 |
| Dans l'intervalle entre deux mandats, le ministre sortant assure la gestion des affaires courantes. Titres successifs : - Depuis 2018 : Plan et Développement économique |                        |                        |                  |                  |